# Tony Ryan
Tony Ryan (2. februar 1936 – 3. oktober 2007) var en irsk forretningsmand, der især er kendt som en af grundlæggerne af Ryanair. Tony Ryan havde stor succes med sine forretninger og var multimillionær med en anslået personlig formue på i nærheden af en milliard euro.
Tony Ryans første store succes kom med oprettelsen i 1975 af Guinness Peat Aviation, et firma, der solgte og leasede fly ud. Firmaet var på et tidspunkt fire milliarder dollars værd, men gik ned i 1992. Ryan rekonstruerede imidlertid firmaet, og da han realiserede det i 2000, indbragte salget ham 55 millioner euro.
I mellemtiden havde han sammen med børnene Cathal og Declan samt forretningsmanden Liam Donnergan grundlagt Ryanair. Dette firmas hastige økonomiske succes bragte Ryan op som den syvenderigeste person i Irland. Han boede af skattemæssige årsager i Monaco, men havde også en landejendom i nærheden af Tipperary i Irland.
Tony Ryan gav store donationer til højere uddannelser i sit fædreland, og han blev også æresdoktor ved flere af landets universiteter. Han døde efter længere tids sygdom 3. oktober 2007.